# Cuiner (Pinós)
Cuiner és una masia situada al municipi de Pinós a la comarca catalana del Solsonès, que es troba juntament a una petita església. La masia és troba a 634 metres d'alçada, al sud del municipi, als peus de la serra d'Albesa que marca el límit municipal amb la Molsosa.
El conjunt disposa d'onze edificacions, incloent una piscina. El cos principal de planta baixa i pisa. Una de les altres edificacions desniada a femer, i una altra la capella. Les altres edificacions destinades a magatzems i coberts. Amb un sostre del volumn principal aproximat de 380 m². Disposa d'arbrat immediat. Actualment està en ús com a habitatge i explotació agrícola, tenint titularitat privada.
La primera referència història de la que es disposa situa aquesta masia, també anomenada o escrita com a Cuïner, al segle xiv, esmentant-se tant la casa com la capella, tot i que de la capella se'n tenen referències a l'any 1154. Actualment, el petit barri de Cuiner depèn de la parròquia de Pinós, però antigament havia format part de la quadra anomenada de Mata de Porros o Matadeporros. La petita capella actualment està dedicada a Santa Llúcia, però prèviament havia estat dedicada a Sant Pere i Sant Feliu. Relacionat amb la masia, a la comarca veïna de la Segarra hi trobem famílies amb el cognom Cuyner, que es creu que prové d'aquest habitatge.